# 26 Dywizja Piechoty (II RP)

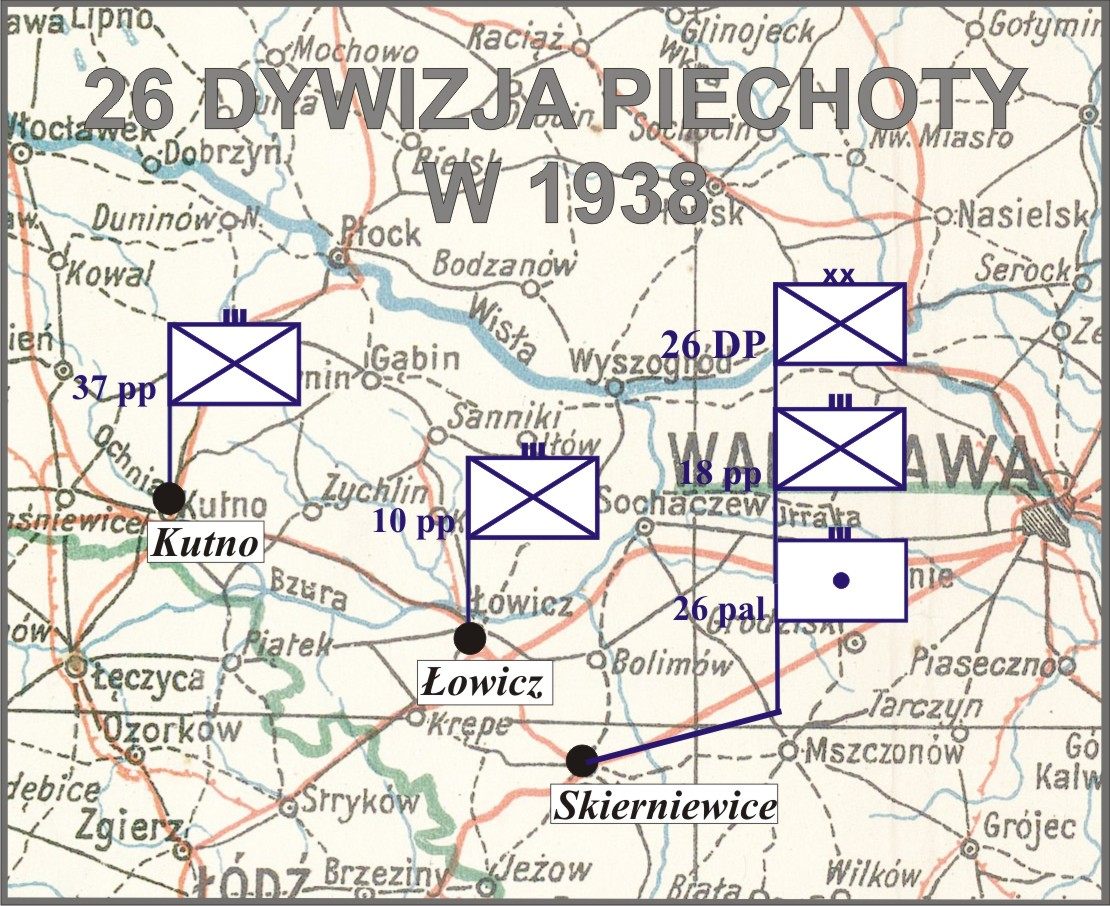
26 DP w 1938

26 Dywizja Piechoty (26 DP) – wielka jednostka piechoty Wojska Polskiego II RP.
W okresie  międzywojennym dowództwo 26 DP stacjonowało w Skierniewicach. W jej skład w 1923 wchodziły: 10 pp, 18 pp i 37 pułk piechoty.

W czasie kampanii wrześniowej dywizja walczyła w składzie Armii „Poznań”. Początkowo była rozwinięta obronnie pod Wągrowcem, a następnie została wycofana poza Inowrocław. Przerzucona nad Bzurę, broniła Sochaczewa, a większością sił wzięła udział w uderzeniu na Skierniewice. 14 września zdobyła wieś i stację kolejową Bednary. Została zniszczona nad dolną Bzurą.

## Geneza (4 Dywizja Piechoty)
16 kwietnia 1919 na froncie w Galicji została sformowana 4 Dywizja Piechoty. Dowództwo dywizji utworzono ze sztabu grupy operacyjnej gen. Franciszka Aleksandrowicza.
Jej pułki formowały się w następujących garnizonach:
- 10 pułk piechoty — Cieszyn
- 14 pułk piechoty — Jarosław
- 18 pułk piechoty — Rzeszów
- 3 pułk artylerii polowej — Jarosław
- 11 pułk artylerii polowej — Przemyśl

Po wojnie polsko-bolszewickiej, w listopadzie 1921 została zakończona reorganizację armii polskiej. 10, 18 i 37 pułki piechoty wyłączono ze składu 4 DP i przeniesiono do nowej 26 Dywizji Piechoty. 14 pułk piechoty przeniesiony został do Włocławka w DOK nr VIII. 
Dawny sztab 4 Dywizji przemianowano na sztab 26 DP
Poszczególne pułki przedyslokowano następująco: 
- 10 pułk piechoty —  Łowicz
- 18 pułk piechoty – Skierniewice
- 37 pułk piechoty — Kutno
- 26 pułk artylerii lekkiej, sformowano z dywizjonów 7 i 10 pułków artylerii lekkiej i przedyslokowano do Skierniewic.

Dowództwo dywizji rozlokowano w Skierniewicach.

## Dywizja w kampanii wrześniowej 1939
26 Dywizja Piechoty weszła w skład Armii „Poznań” gen. Tadeusza Kutrzeby.

### Walki dywizji
26 DP zgodnie z planem mobilizacyjnym „W” wchodziła w skład grupy jednostek oznaczonych kolorem czarnym. Jednostki tej grupy w czasie pokoju były przeznaczone do zadań specjalnej interwencji wewnątrz lub na zewnątrz państwa. W czasie mobilizacji jednostki grupy czarnej stanowiły wzmocnienie sił na zagrożonym odcinku granicy. Dywizja została zmobilizowana w alarmie, w dniach 23 – 25 marca 1939. Po zakończeniu mobilizacji 37 pułk piechoty z 1 baterią 26 pułku artylerii lekkiej został przetransportowany do Wągrowca (I i II batalion) i Żnina (III batalion). Pozostałe oddziały dywizji zostały przetransportowane z Kutna do Wągrowca w dniach 4 – 11 lipca 1939. Kwatera Główna dywizji została umieszczona w szkole w m. Wapno Nowe koło Kcyni. Zgodnie z planem operacyjnym „Z” dywizja została podporządkowana dowódcy Armii „Poznań”, gen. Tadeuszowi Kutrzebie. W lipcu dowódcy dywizji podporządkowano pod względem taktycznym dwa bataliony Obrony Narodowej.
5 września wieczorem gen. Kutrzeba przekazał dywizję w podporządkowanie dowódcy Armii „Pomorze”, gen. Władysława Bortnowskiemu, który z kolei włączył ją razem z 15 DP w skład Grupy Operacyjnej gen. Przyjałkowskiego. Od 6 września wycofywała się znad dolnej Noteci do Inowrocławia (osiągniętego następnego dnia) i Kruszwicy, 7 IX na Radzyń i jezioro Głuszyńskie, 8 IX osiągnęła Lubraniec. Tego dnia gen. Kutrzeba i Bortnowski ustalili, że dywizja przejdzie około 100 km w rejon Sochaczewa, stanowiąc straż przednią przyszłego marszu na Warszawę. Z 9 na 10 IX 26 DP przesunęła się  do rejonu Przedcza, oddając z rozkazu dowódcy Armii posiadane dwa bataliony ON  („Wągrowiec” i „Żnin”), 6 batalion strzelców, 83 batalion piechoty i 67 dal Poznańskiej Brygadzie Obrony Narodowej. 11 IX wyciągnięta z frontu Dywizja (podlegająca już gen. Kutrzebie) odpoczywała w rejonie wsi Łanięta, a o zmierzchu ruszyła na Żychlin – wszystko po to, aby jak najszybciej osiągnąć rejon Sochaczewa. 18 pp dotarł tam przy użyciu transportu samochodowego częściowo (III batalion) już 12 IX, a w całości w ciągu kolejnej nocy. Reszta sił wyruszyła z Żychlina marszem pieszym. 
12 września wieczorem dywizja pomaszerowała na wschód i do rana osiągnęła rejon Karsznic Dużych. Jeszcze w nocy załadowano na samochody III batalion 10 pp, który około 7.00 znalazł się w Gągolinie Północnym. Batalion wyparł patrole niemieckie za rzekę, a potem zabezpieczył najważniejsze przeprawy od Kozłowa Szlacheckiego do Kompiny.
Podczas bitwy nad Bzurą dywizja stała w odwodzie, osłaniając skrzydło Armii „Pomorze” od wschodu. 14 września w ramach ogólnego natarcia Armii dywizja zdobyła Bednary Stare i Bednary Nowe oraz część Karolewa. Na tej linii jej natarcie zostało zatrzymane. Następnie pod wpływem silnego naporu Niemców nie była w stanie utrzymać dotychczasowych pozycji i musiała się wycofać za Bzurę, odsłaniając Niemcom drogę na tyły 16 DP. 18 pułk piechoty mimo ciężkich ataków wroga utrzymał Sochaczew.

### Obsada personalna Dowództwa 26 DP we wrześniu 1939
- dowódca dywizji – płk. dypl. piech. Adam Brzechwa-Ajdukiewicz
- dowódca piechoty dywizyjnej – płk dypl. piech. Tadeusz Piotr Parafiński
- dowódca artylerii dywizyjnej – płk dypl. art. Jan Kulczycki
- dowódca saperów dywizyjnych – mjr sap. Kazimierz Ferdynand Wojakowski
- dowódca kawalerii dywizyjnej – mjr kaw. Stefan Marian Choroszewski
- szef sztabu – mjr dypl. piech. Witold Bronisław Sujkowski
- oficer operacyjny – kpt. dypl. Ignacy Morżkowski
- kwatermistrz – kpt. dypl. Julian Serwatkiewicz

### Planowana organizacja wojenna 26 DP
dowództwo 26 Dywizji Piechoty
- dowódcy broni i szefowie służb
- sztab

Kwatera Główna 26 Dywizji Piechoty
- kompania asystencyjna
- pluton łączności KG 26 DP
- pluton pieszy żandarmerii nr 26
- poczta polowa
- sąd polowy nr 26
- kompania gospodarcza KG 26 DP

Piechota dywizyjna
- 10 pułk piechoty
- 18 pułk piechoty
- 37 pułk piechoty
- kompania kolarzy nr 43
- samodzielna kompania karabinów maszynowych i broni towarzyszącej

Artyleria dywizyjna
- 26 pułk artylerii lekkiej
- 26 dywizjon artylerii ciężkiej
- samodzielny patrol meteorologiczny nr 26

Jednostki broni
- 26 batalion saperów
- bateria artylerii przeciwlotniczej motorowa typ „A” nr 26 – kpt. Zbigniew Luer
- szwadron kawalerii dywizyjnej nr 26
- kompania telefoniczna 26 DP – por. Lotar Witold Sroka
- pluton radio 26 DP
- drużyna parkowa łączności 26 DP

Jednostki i zakłady służb
- kompania sanitarna nr 403
- szpital polowy nr 403
- polowa kolumna dezynfekcyjno-kąpielowa nr 403
- polowa pracownia bakteriologiczno-chemiczna nr 403
- polowa pracownia dentystyczna nr 403
- dowództwo grupy marszowej służb typ II nr 417
- dowództwo grupy marszowej służb typ II nr 418
- kolumna taborowa parokonna nr 417
- kolumna taborowa parokonna nr 418
- kolumna taborowa parokonna nr 419
- kolumna taborowa parokonna nr 420
- kolumna taborowa parokonna nr 421
- kolumna taborowa parokonna nr 422
- kolumna taborowa parokonna nr 423
- kolumna taborowa parokonna nr 424
- warsztat taborowy (parokonny) nr 417
- pluton taborowy nr 26
- park intendentury nr 403
- pluton parkowy uzbrojenia nr 403

Jednostki przydzielone:
- 67 dywizjon artylerii lekkiej

## Obsada personalna dowództwa dywizji
Dowódcy dywizji
- gen. ppor. Edmund Hauser (1921–1922)
- płk SG / gen. bryg. Rudolf Prich (1922–1923)
- gen. bryg. Władysław Bejnar (1923-1926)
- gen. bryg. Mieczysław Mackiewicz (1926 – 8 III 1935)
- gen. bryg. Stanisław Józef Kozicki (8 III 1935 – III 1938)
- płk dypl. Adam Brzechwa-Ajdukiewicz (1938–1939)

Dowódcy piechoty dywizyjnej
- płk piech. Adolf Dąbrowski (1921)
- płk piech. Leon Zawistowski (do V 1924)
- płk piech. Emanuel Hermann (od V 1924)
- płk piech. Czesław Fijałkowski (VIII 1926 – II 1928)[7].
- płk dypl. Władysław Bortnowski (XI 1926 – VI 1930)
- płk dypl. Maksymilian Milan-Kamski (VIII 1930 – V 1933)
- płk dypl. Bohdan Hulewicz (IV 1934 – 1938)
- płk dypl. Tadeusz Piotr Parafiński (1939)

Dowódcy artylerii dywizyjnej
- płk Wacław Młodzianowski (IV 1937 – VII 1939)
- płk dypl. Jan Kulczycki (VIII – IX 1939)

Szefowie sztabu
- mjr SG Mieczysław Rawicz-Mysłowski (8 X 1921[8] – 15 X 1923 → DOK VIII[9])
- mjr / ppłk SG Rudolf Jagielski (15 X 1923 – 23 X 1925 → zastępca dowódcy 30 pap)
- mjr / ppłk SG Witold Włodzimierz Stankiewicz (15 X 1925 – 5 V 1927 → zastępca dowódcy 68 pp)
- kpt. SG Julian Stanisław Michalik (VI 1927 – XII 1929 → 25 pp)
- mjr dypl. piech. Józef I Biernacki (23 XII 1929 – 31 X 1930 → zastępca dowódcy 61 pp)
- mjr dypl. piech. Stanisław Kempski (1 XI 1930[10] – 26 III 1931 → DOK II[11])
- mjr dypl. piech. Stefan Górnisiewicz (26 III 1931 – 23 III 1932 → dowódca detaszowanego III/10 pp w Skierniewicach)
- mjr dypl. piech. Aleksander Ruchaj-Taczanowski (9 XII 1932[12] – 31 X 1935 → dowódca baonu 56 pp)
- mjr / ppłk dypl. piech. Witold Bronisław Sujkowski (31 X 1935 – III 1939[13])
- ppłk dypl. art. Konstanty Ścibor-Marchocki † 10 VIII 1939
- mjr dypl. piech. Witold Bronisław Sujkowski (VII – IX 1939[13])

### Obsada personalna w marcu 1939 roku
Ostatnia „pokojowa” obsada personalna dowództwa dywizji:
| Stanowisko                           | Stopień, imię i nazwisko                   |
| ------------------------------------ | ------------------------------------------ |
| dowódca dywizji                      | płk dypl. piech. Adam Brzechwa-Ajdukiewicz |
| dowódca piechoty dywizyjnej          | płk dypl. piech. Tadeusz Piotr Parafiński  |
| dowódca piechoty dywizyjnej (dubler) | płk kontr. Dżangir Bey Kazum Bek           |
| dowódca artylerii dywizyjnej         | płk art. Wacław Młodzianowski              |
| szef sztabu                          | ppłk dypl. art. Konstanty Ścibor-Marchocki |
| I oficer sztabu                      | kpt. dypl. Ignacy Morzkowski               |
| II oficer sztabu                     | kpt. adm. (art.) Andrzej Bolesław Węgrzyn  |
| komendant rejonu PW konnego          | mjr kaw. Stefan Marian Choroszewski        |
| dowódca łączności                    | mjr łączn. Kazimierz Filip                 |
| oficer taborowy                      | kpt. tab. Antoni II Krupa                  |
| oficer intendentury                  | mjr int. Józef Skomra                      |

### Żołnierze Dywizji (w tym OZ) – ofiary zbrodni katyńskiej
Biogramy zamordowanych znajdują się na stronie internetowej Muzeum Katyńskiego
| Nazwisko i imię        | stopień | zawód             | miejsce pracy przed mobilizacją | zamordowany |
| ---------------------- | ------- | ----------------- | ------------------------------- | ----------- |
| Tabaczyński Franciszek | major   | żołnierz zawodowy |                                 | Charków     |

## Odtworzenie dywizji w ramach Armii Krajowej
W wyniku przeprowadzania akcji odtwarzania przedwojennych jednostek wojskowych w 1944 roku utworzono 26 Dywizję Piechoty AK w składzie: 10 pp, 18 pp i 37 pp (Okręg Łódź).